# Font de Valclusa

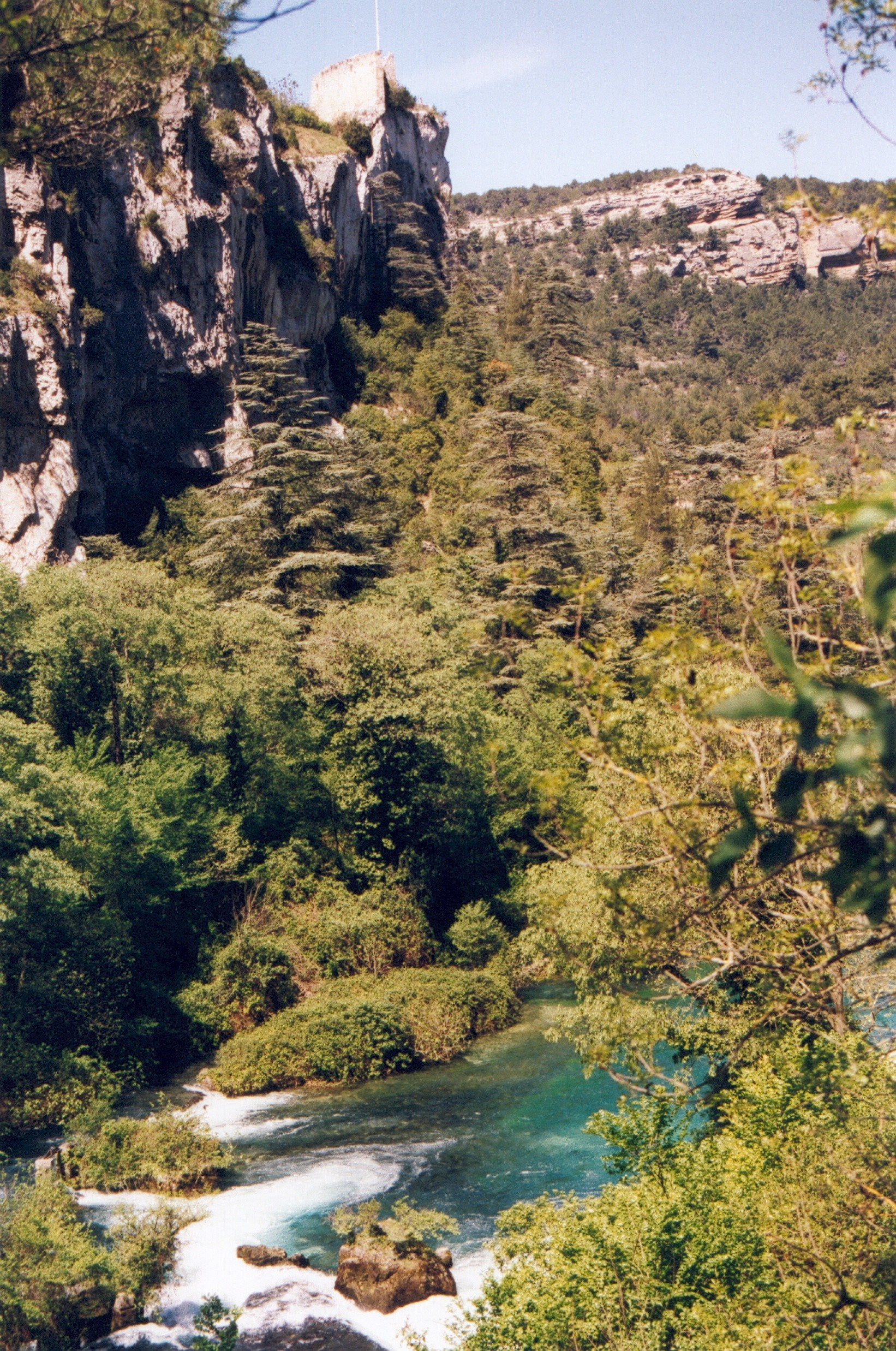
El riu Sorgue més enllà de la font

La font de Valclusa (en occità Vauclusa, la fònt de Vauclusa, en francès Fontaine de Vaucluse), situada prop d'Avinyó, al peu d'un penya-segat abrupte de 230 m, amb 630 milions de metres cúbics anuals és el broll d'aigua més gran de França i el cinquè de tot el món.
Valclusa, que era abans el nom del poble, ha donat el seu nom al departament. El seu nom antic era Vallis Clausa («vall tancada» en llatí), basant-se en la seva posició topogràfica.

## Geografia
Sobre la font es troba un bloc calcari de 500 a 800 m de gruix, recorregut d'innombrables trencaments i falles. Aquest juga el paper d'un aqüífer càrstic on l'aigua circula seguint les discontinuïtats fins a trobar una barrera impermeable de calcària i argila.
La font és l'únic punt de sortida d'una conca subterrània de 1.100 km² que recupera les aigües del Ventor, dels monts de Valclusa i de la muntanya de Lure. Alimenta el riu Sorgue.

## Exploració
La primera immersió en escafandre pesat té lloc el 1879, en la qual Nello Ottonelli s'aventura a 23 m. Cal llavors esperar l'arribada de l'escafandre autònom el 1946 i Jacques-Yves Cousteau per atènyer 46 metres, després 74 m nou anys més tard. És el límit de les immersions amb aire. En 1981 Claude Touloumdjian ateny 153 m amb una barreja oxigen-heli. Finalment en 1983 Jochen Hasenmayer ateny 205 m. Per baixar encara més i tocar el fons caldrà utilitzar robots.
El 1985, la missió Modexa 350 aixeca el misteri del seu origen: el robot baixa fins a 305 m, i el 1989 un altre robot el Spélénaute ateny el punt més baix del sifó a 308 m de profunditat. No s'està segur que sigui el verdader fons.

## Història
L'indret va ser durant l'antiguitat romana, un lloc d'ofrenes rituals. S'han trobat peces d'or i de plata al sifó. Se suposa que els desbordaments imprevisibles de la font foren percebuts com una manifestació divina.

## Llegenda

### Llegenda del Coulobre
Una llegenda diu que sant Veranus, bisbe de Cavaillon, va desfer la Sorgue d'un horrible Drac, un diable o drac, el Coulobre. El Coulobre, el nom del qual podria derivar de la paraula llatina coluber (serp), era una criatura alada que vivia a la Fontaine de Vaucluse. Segons la llegenda, es va unir amb dracs que després la van abandonar, obligant-la a criar per si mateixa les petites salamandres negres a les quals va donar a llum. Estava desesperada per un nou marit i un pare pels seus fills, però la seva lletjor rebutjava tots els pretendents.

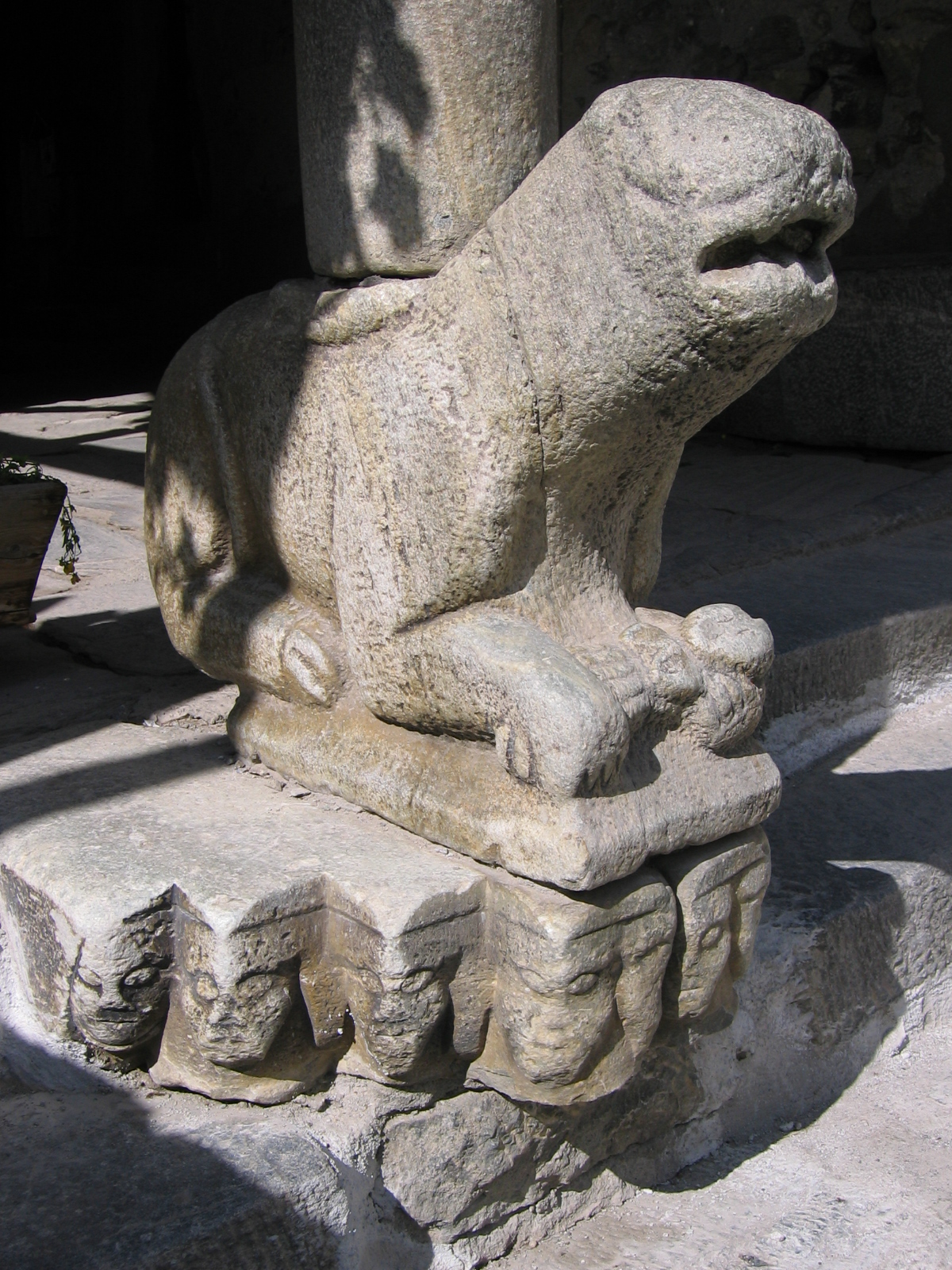
El Coulobre, estàtua a la porta de l'església de Saint-Véran

Segons Albert Dauzat i Charles Rostaing, el Drac és una divinitat lígur d'aigües tumultuoses i el Coulobre deu el seu nom a dues arrels celto-lígures: Kal (pedra) i Briga (turó). Aquest és el penya-segat que domina la font que encara conserva la Vache d'Or, el lloc d'una antiga religió pastoral que celebra la força i la forma de l'aigua i la pedra.
A la pista, podem veure el Traou dou Couloubre, símbol de la lluita de Sant Veranus contra les antigues religions.

### Llegenda de la nimfa
Aquesta llegenda explica la història d'un joglar, Basilio, que es va adormir de camí a la font i va veure aparèixer una nimfa. Ella el va conduir a la vora de la font, que s'obria per deixar-los baixar a un prat ple de flors sobrenaturals. La nimfa va mostrar set diamants al joglar. En aixecar un d'ells, va fer brotar un poderós raig d'aigua. "Aquí", va dir, "és el secret de la font de la qual sóc el guardià. Perquè s'infli, trec els diamants. Amb el setè l'aigua arriba a la figuera, que només beu un cop l'any”. Va desaparèixer mentre despertava Basil.